# German (distrikt)
German (bulgariska: Герман) är ett distrikt i Bulgarien.   Det ligger i kommunen Stolitjna Obsjtina och regionen Sofija-grad, i den västra delen av landet, 12 km sydost om huvudstaden Sofia.
I omgivningarna runt German växer i huvudsak lövfällande lövskog. Runt German är det tätbefolkat, med 849 invånare per kvadratkilometer.